# Pierremont-sur-Amance
Pierremont-sur-Amance é uma comuna francesa na região administrativa de Grande Leste, no departamento de Haute-Marne. Estende-se por uma área de 16,27 km². Em 2010 a comuna tinha 148 habitantes (densidade: 9,1 hab./km²).